# Тетерин, Дмитрий Андреевич
Дми́трий Андре́евич Тете́рин (31 августа 1979, Куйбышев, СССР) — российский футболист, играл на позиции нападающего и полузащитника.

## Карьера
Родился и вырос в Самаре. В семь начал заниматься футболом в школе «Металлург» у Владимира Морковникова. В 14 лет уехал в Москву, два года занимался в ФШМ, затем полтора года в «Локомотиве». После вернулся в Самару и год отыграл кинельском «Локомотиве» на первенство области.
В 1998 году сыграл в Первом дивизионе за «Ладу» 39 матчей и забил 13 голов, на следующий год его взяли в аренду самарские «Крылья». Он провёл довольно удачный сезон (в 26 матчах забил 5 голов), после длительных переговоров Тетерин остался в «Крыльях» ещё на один год.